# فالی (بازیکن فوتبال زاده ۱۹۹۳)
فالی (انگلیسی: Fali؛ زادهٔ ۱۲ اوت ۱۹۹۳) بازیکن فوتبال اهل اسپانیا است.
از باشگاه‌هایی که در آن بازی کرده‌است می‌توان به باشگاه خیمناستیک تاراگونا و باشگاه فوتبال بارسلونا بی اشاره کرد.